# Hymne patriotique
L'Hymne patriotique (en espagnol : « Hymno Patriótico » ou en portugais : « Hino Patriótico ») est considéré comme le premier hymne national du Portugal. En 1808, Marcos Portugal avait initialement nommé le morceau Hymne du Prince (hymne de D. João VI). Avec cette dédicace, il fut offert au prince régent Jean VI de Portugal et joué pour la première fois pour lui au Brésil en 1809. L'hymne a été inspiré par la cantate La Speranza o sia l'Augurio Felice. Les paroles ont changé plusieurs fois, altérées par les événements contemporains, jusqu'à s'installer dans une forme plus ou moins permanente en 1821.
C'était un air particulièrement populaire auprès des troupes portugaises de l'armée péninsulaire d'Arthur Wellesley de Wellington durant la guerre d'indépendance espagnole de 1808, où il était connu par les paroles du chœur Vencer ou morrer . L'avocat général de Wellington, Francis Seymour Larpent (en), écrit dans son journal du 9 juin 1813 : « Les Portugais sont dans l'ordre le plus élevé, les hommes semblent vraiment au moins égaux aux nôtres, meilleurs que certains… l'infanterie et les Caçadores en particulier. Toute l'armée marche très frais jusqu'à présent, mais les Portugais en particulier ; ils arrivent, même jusqu'au dernier kilomètre, en chantant le long de la route. » Il poursuit : « Je l'ai entendu jouer hardiment dans les dents de l'ennemi par les fanfares portugaises… Il a fait haleter tous les cœurs portugais pour le combat… et comme les voix se joignaient à la musique, Vencer o morir [Vencer ou morrer] n'était pas chanté sans signification. »
Après l'accession au trône de Pierre IV de Portugal et la mise en place d'une nouvelle constitution, l'Hymne de la Charte est devenue plus couramment utilisée comme hymne. Cette dernière a d'ailleurs été officiellement décrétée comme hymne national en 1834.

## Paroles
| Paroles en portugais                                                                                      | Traduction en français |
| --- | --- |
| Hymno Patriótico                                                                                          | Hymne patriotique |
| Eis, oh Rei Excelso os votos sagrados que os Lusos honrados vêm livres, vêm livres fazer vêm livres fazer | Voyez, ô excellent Roi les vœux sacrés que les honorables Lusos Viennent librement, viennent librement proclamer Viennent librement proclamer |
| Por vós, pela Pátria o Sangue daremos por glória só temos vencer ou morrer ou morrer .                    | Pour toi, pour la Patrie Nous donnerons notre Sang Pour la gloire, nous n'avons qu'à Vaincre ou mourir ou mourir .                            |